# Посёлок лесхоза Сокольниково
Посёлок лесхоза Сокольниково — упразднённый посёлок сельского типа в Можайском районе Московской области. Входил в состав Юрловского сельского поселения. Численность постоянного населения на 2006 год — 26 человек. До 2006 года посёлок в состав Юрловского сельского округа.
18 июля 2008 года Постановлением Губернатора Московской области упразднён объединением села Сокольниково и поселка лесхоза Сокольниково в единый сельский населенный пункт — село Сокольниково.
Посёлок расположен в южной части района, на безымянном правом притоке реки Берега (приток Протвы), примерно в 20 км к юго-западу от Можайска, у автодороги 46К-1130 Уваровка — Можайск, высота центра над уровнем моря 210 м, у . Ближайшие населённые пункты — Сокольниково в 400 м на северо-западе и Елево в 1,5 км на северо-востоке.